# Вулиця 31 серпня 1989 року
Вулиця 31 серпня 1989 року (рум. Strada 31 August 1989) — вулиця в історичному центрі міста Кишиніва, що проходить через столичні сектори Центр та Боюкани. Вулиця починається від перетину вулиць Долини Троянд і Хрушке і закінчується вулицею Олексія Щусєва.

## Історія

### Російська імперія
Вулиця 31 серпня 1989 року було заплановано до будівництва під час створення першого містобудівного плану Кишинева, зробленого інженером-землеустроителем М. П. Озмідовим. Ця вулиця стала однією з перших вулиць нового міста. Прокладка була здійснена у 1818 році. Перша назва — «вулиця Київська» — була дана на честь Київського полку Російська імператорська армія, який свого часу розбив на місці нинішньої вулиці. У той самий час було закладено Штефан чел Маре, який виходить надвір 31 серпня 1989 року й у час.
Протягом першої половини XIX століття на вулиці були збудовані житлові будинки, в яких селилася міська знать. Ці будинки не збереглися до нашого часу. З цього історичного періоду до теперішнього часу збереглися лише дві будівлі: будинок № 100, який був збудований, як частина міського маєтку, і зведена в 1833 році будівля Кишинівської чоловічої гімназії, яка стала першим середнім навчальним закладом у всієї Бессарабії. Також на вулиці розміщувалося Вірменське подвір'я, яке не збереглося.
У другій половині XIX століття розпочався процес перебудови та знесення старих будівель, а також появи нових. Багато будинків цього періоду збереглися до нашого часу. У цей період Вірменське обійстя було ліквідовано. У 1862 році було збудовано будинок Духовної семінарії (№ 78 на розі з вулицею Митрополита Гавриїла Бенулеску-Бодоні). У 1876 році, можливо, за проектом архітектора Бернардацці, Олександр Осипович, Олександра Бернардацці, був побудований новий житловий будинок № 96. Будинок № 100 був перебудований Олександром Бернардацці, саме в цьому виді він дійшов до нашого часу. У 1891 році була побудована церква Святого Пантелеймона, зведена на кошти братів Івана та Віктора Сінадіно архітектором Олександром Бернардацці. У 1899 році ряд житлових будівель на вулиці були знесені, замість них у 1899—1900 роках було збудовано будинок Друга Кишинівська жіноча гімназія, другою жіночою гімназією, заснованою княгинею Дадіані, Наталія Григорівна | Г. Дадіані]] (зараз Національний музей образотворчого мистецтва Республіки Молдова). Крім нових житлових будинків, на вулиці на початку XX століття знаходилися редакція правої газети «Друг» та губернське жандармське управління. У 1902 році була відкрита Третя Кишинівська гімназія|3-я чоловіча гімназія] (будинок № 68). У 1915 року у будинку № 161 жив барон А. Ф. Стуарт.

### Королівство Румунія
У 1918 році, коли Бесарабія у складі Румунії Бесарабія була приєднана до Румунії, назва вулиці була Румунізація румунізована в Київулуй. У 1924 році румунська адміністрація міста перейменувала вулицю на честь короля Фердинанда I — «вулиця Короля Фердинанда I»). У цей час вулицю було подовжено, приблизно на 400 метрів — до складу вулиці було включено ділянку від нинішньої вулиці Чуфля до місця, де знаходиться нинішня вулиця Долина Роз.
У цей час на вулиці почали з'являтися державні установи. Це були Військовий трибунал 3-го корпусу румунської армії (зруйнований у роки Великої Вітчизняної війни, перебував на розі нинішньої вулиці Чеботар, Марія Марії Чеботар), Управління з рекрутського набору (будинок № 9), Жандармський інспекторат (будинок № 101), Муніципальна санітарна служба другого округу (будинок № 69). На вулиці також виникли нові навчальні заклади: Вчительське училище (будинок № 72), Французький жіночий ліцей імені Жанни д'Арк (на місці нинішнього театр ляльок «Лікурич», будинок № 121), Промислова гімназія (будинок № 113, не збереглася) та два дитячі садки. На вулиці було розміщено дві єврейські організації — Сіоністську спортивну організацію (на місці нинішнього Теоретичного ліцею «Мінерва», будинок № 52) та Спілку ізраелітських кооперативів (будинок № 56). Також на вулиці було розміщено безліч торгових точок, фірм з надання різних послуг населенню та навіть млин.

### Радянський Союз
У 1944 році, після Ясько-Кишиневської операції звільнення міста від румунських і німецьких загарбників, вулиці було повернуто початкову назву — Київська. Також вулицю було скорочено — її кордоном стала вулиця Чуфля.
Після війни вигляд вулиці дуже різко змінюється. Спочатку на ній стали розміщувати різні трести та інші державні організації, а також був розміщений військкомат (будинок № 13). У 1960-ті роки на вулиці почалося будівництво та відкриття у старих будинках найрізноманітніших установ. Крім військкомату, на вулиці були розміщені різні об'єднання та організації, Ленінська райрада та районний житлово-комунальний відділ (будинок № 97), взуттєва фабрика, ощадні каси. Більшість розміщених у період на вулиці організацій була навчальними, культурними і медичними установами. Було відкрито Міську дезінфекційну станцію (будинок № 70), міськсанепідстанцію (будинок № 70а), фізіолікарню (будинок № 87), аптеку (будинок № 111) 1-у міськлікарню та лікарню швидкої допомоги (будинок № 157).
У 1961 році було збудовано нову будівлю Республіканської бібліотеки імені Н. К. Крупської. У період з 1964 по 1967 рік було збудовано будинок Будинку друку (на розі вулиці Пушкіна). Більше у період 1960-х років на вулиці нічого нового не було зведено, але додалася кількість організацій, які розташувалися у старих будинках. Так на вулиці були розміщені Центральна диспетчерська (на розі Болгарської вулиці), Спілки письменників, архітекторів і композиторів Молдови (нині також знаходяться на вулиці), театр ляльок та інших культурних та навчальних закладів, включаючи Палац піонерів та Автодорожній технікум.
У 1970-ті та 1980-ті роки з державних установ на вулиці зберігся Ленінський райвійськкомат (будинок № 13). У 1975 році було збудовано сучасну будівлю Будинку письменників (будинок № 98). У 1975 році був побудований і відкритий один з найвідоміших готелів Кишинева — «Кодру» (будинок № 127). У 1983 році був створений Національний музей історії Молдови в будівлі колишньої Кишинівської чоловічої гімназії (будинок № 121а).

### Сучасний період
У 1990 році вулицю знову перейменували на вулицю 31 Серпня 1989 року, на честь прийнятого в цей день закону про перехід молдовської мови на латиницю. Також було повернено до складу вулиці ділянку до перетину вулиць Долини Роз та Хрушке. На даний момент довжина вулиці 31 серпня 1989 становить приблизно 3245 метрів.
На вулиці в даний час з офіційних установ розташовуються будівлі Міністерства закордонних справ та європейської інтеграції (у будівлі колишнього міськкому партії, будинок № 80), офіси ЮНІСЕФ та ПРООН у Молдові, Національна бібліотека Молдови (колишня Бібліотека імені М. К. Крупської). На роздоріжжі з вулицями Щусєва та Олександра Лепушняну перебуває Бессарабська митрополія.